# チャイルドモデル
チャイルドモデル (Child Model) は、概ね小学生以下の子供のモデルのこと。小学校高学年から概ね15歳以下のモデルはジュニアモデルとも呼ばれる。
商品の展示、宣伝広告や写真、絵画、彫刻など芸術作品の題材として雇用されている子どもを指して呼称される。

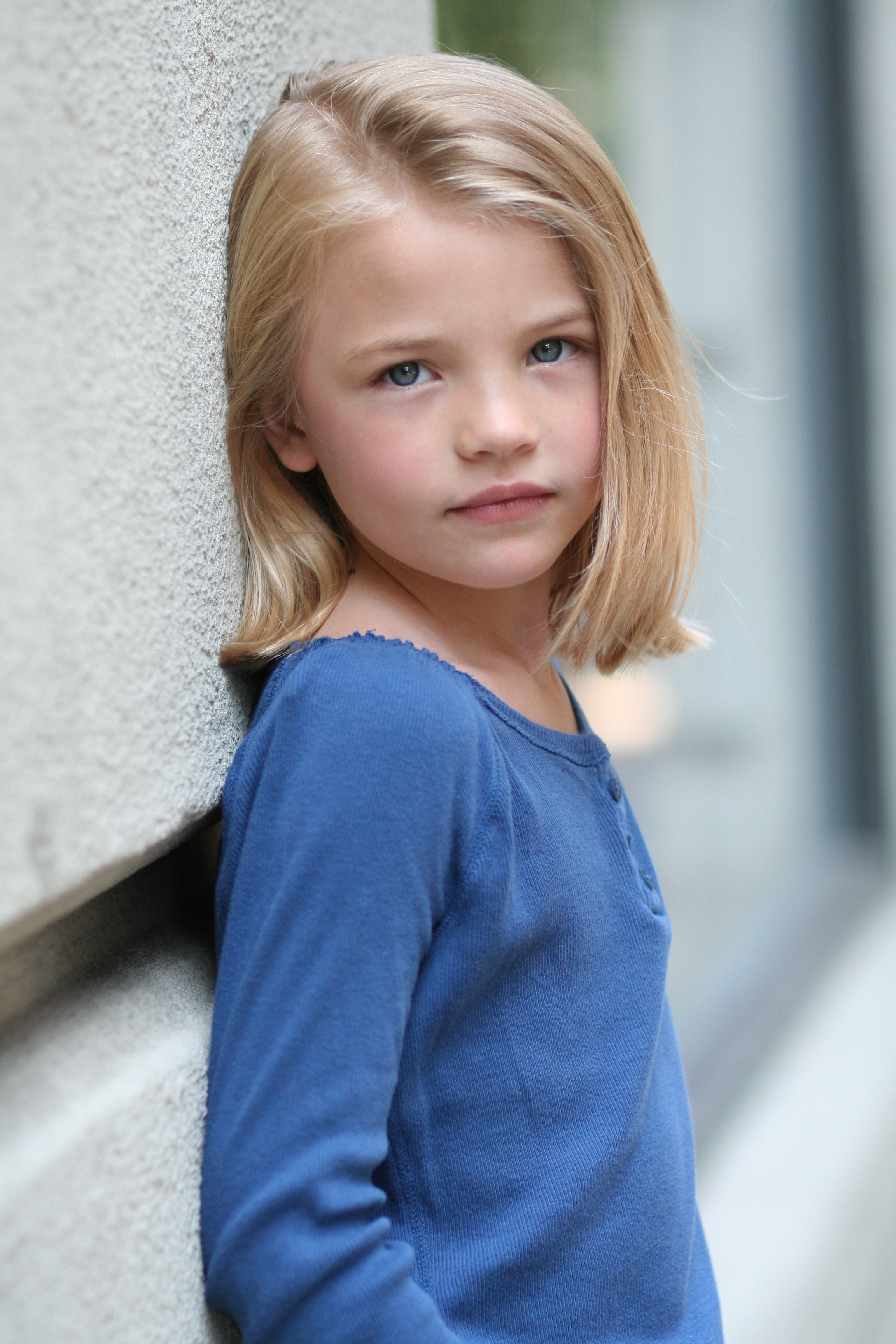
チャイルドモデルは、商業における広告宣伝目的でさまざまに利用されている。これは、多くの場合、無垢または脆弱性といった感覚を呼び起こすためである。

## 概要
主にファッション誌や広告等でその活動が見られる。チャイルドモデル専門のプロダクションやモデル部門のマネジメントを行っている芸能プロダクション、劇団も多く存在する。モデルによっては地上波テレビドラマの子役として出演したり、ファッション誌以外のグラビア雑誌への掲載や写真集の出版、DVDへの出演などアイドル的な活動を行うこともある。チャイルドモデル出身のアイドルや俳優も多く存在している。U-15（15歳以下）、U-12（12歳以下）などと分類されるジュニアアイドルは多数存在し、水着の写真集やDVDを出版し、同時に歌手や子役として活躍するなど活動媒体は多様化している。
何世紀にもわたって無数の作品のモデルとして子供が活躍してきた。過去数十年にわたって商業メディアが爆発的に増加、子供のモデルが明確な活動媒体となる。多くの若い女優、特にキャサリン・ハイグル、リンジー・ローハン、ゼンデイヤ、ベラ・ソーン、リヴ・タイラー、ブルック・シールズらが子供モデルとしてキャリアをスタートさせている。本「 リザンヌ：若いモデル 」は、1970年代後半にフォードモデリングエージェンシーでブルック・シールズの同僚であったリザンヌ・ファルク の人生についての著書であるがこのなかでファルクは、シールズと同様に、雑誌の表紙、特にSeventeen誌の編集ファッションレイアウト、雑誌や通信販売カタログの広告で活躍し比較的成功をなした子供のモデルで、両者は1977年のシアーズとモンゴメリー区広報カタログにも登場し共演しているが、ファルクは、シールズと同様に年をとるにつれてモデル業から映画方面に移行していった。最近では、オーストラリアの子供モデルであるモーガン・フェザーストーンが世界的な成功を収めたが、彼女は実年齢よりも年上にみえる風貌から批判も集めている。
メディアで子供モデルが有名人になっていくという目に見える成功体験により、多数の子供（およびその親）がパートタイムのキャリアとしてモデルの仕事を追求するようになる。実際には、モデルの仕事のほとんどはすでにモデルとして従事し、仕事先と提携関係を築いたモデル事務所に所属する子供のモデルたちに依頼されるので、モデルを始めたい場合の課題は最初の仕事を獲得することであるが、これは通常、すでにモデル業に関与している者による紹介を通じて発生することなどや、モデル事務所に直接連絡することにより仕事を獲得することもできる。時折、子供のモデルになる手段として公共の場または次のような草の根手段を通じて「発見」される場合もある 。
- 地元から全国規模までのコンテスト参加
- 小規模なモデル業として地元の商店と協力
- ファッションショーへの参加
- 写真コンテストなど応募

## 給与
子供が得ることができる金額は、契約されている仕事の種類に基づくこととなる。
雑誌記事の写真撮影は、一般に1時間あたり約70ドルを支払う一方、広告の仕事は1日の仕事に対して1,000ドルから1,200ドルの間で支払いが生じており、代理店は収益から手数料を、おおむね20％受け取るという。

## 法律上の位置付け
日本においては労働基準法第6章第56条により、児童が満15歳に達した日以後の最初の3月31日が終了するまでは就労させることはできないと規定されているが、同法第56条第2項により、前項の規定に関わらず映画の製作又は演劇の事業については満13歳に満たない児童についても使用できると規定されており、この適用を受けて多くのチャイルドモデル、ジュニアモデルが活動している。

## 主なチャイルドモデル
子役、ジュニアアイドル一覧を参照

## 参照資料
1. ↑  Kid Models. LoveToKnow.com, retrieved February 27, 2011
2. ↑  “Kids model magazine”. SEEMORE (2018年5月30日). 2018年5月30日閲覧。
3. ↑  Modeling For Kids How Much Can My Child Make Modeling? modelingforkids.net, retrieved August 4th, 2011